# George Meade
George Gordon Meade (Cádiz, España, 31 de diciembre de 1815 - Filadelfia, Pensilvania, 6 de noviembre de 1872) fue un militar e ingeniero civil estadounidense, reconocido por haber derrotado a las tropas confederadas de Robert E. Lee en la batalla de Gettysburg durante la Guerra de Secesión.

## Primeros años
De familia católica, era hijo de un comerciante agente del Gobierno estadounidense radicado en Cádiz, donde se arruinó al parecer por su apoyo a España durante las guerras napoleónicas. Se llamaba Richard Worsam Meade y su madre era Margaret Coats Butler. Era el octavo de 11 hijos que tuvieron.
Tras la muerte de su padre en 1828, la familia regresó a los Estados Unidos. George Gordon Meade contrajo matrimonio con otra también gaditana de origen extranjero, Margaretta Sergeant (nacida en Cádiz en 1814), el 31 de diciembre de 1840, con la que tuvo siete hijos.

## Historial militar

### Inicios de su carrera
Meade efectuó sus estudios militares en la Academia Militar de West Point, de la que salió como oficial en 1835. Estuvo destinado durante un año en el Cuerpo de Artillería, para posteriormente dimitir como oficial con la finalidad de dedicarse a la ingeniería civil. Sin embargo, tras experimentar dificultades para encontrar un empleo en dicho ámbito, decidió regresar al ejército en 1842, sirviendo en las campañas contra México.

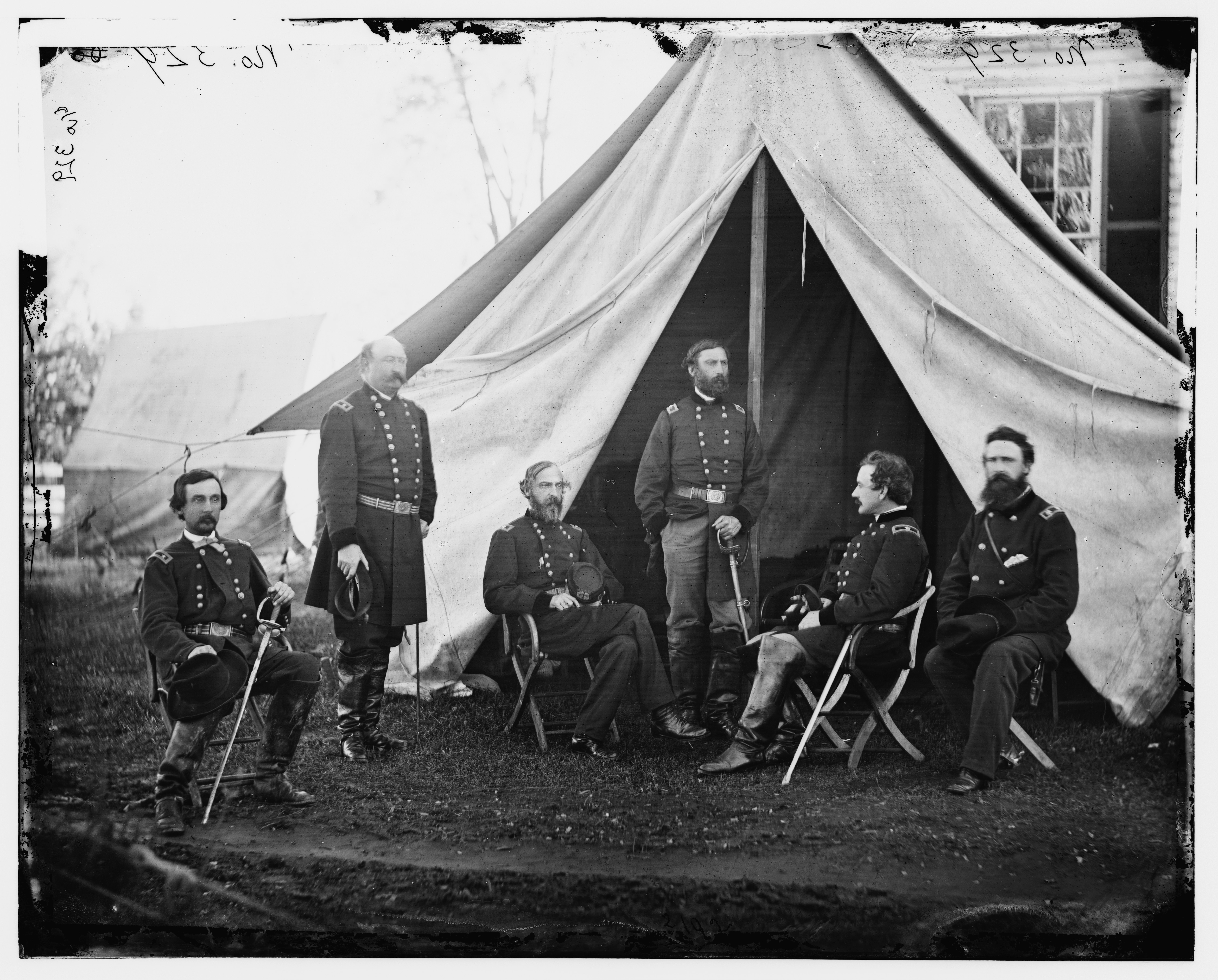
Mandos del Ejército del Potomac en septiembre de 1863: Gouverneur K. Warren, William H. French, George G. Meade, Henry J. Hunt, Andrew A. Humphreys y George Sykes.

Sirvió como capitán de Ingenieros, en la especialidad de topografía, grado que mantuvo hasta 1856, y era responsable de una campaña de investigaciones en la zona de la Región de los Grandes Lagos cuando se inició la Guerra de Secesión en 1861.

### Guerra de Secesión
Fue ascendido a brigadier general en el primer verano de la contienda, y mandaba la División de reserva de Pensilvania. Tras conducir a dicha unidad hasta las proximidades de Washington, al norte del estado de Virginia, se le ordenó unirse con sus tropas al Ejército del Potomac en la zona fronteriza con Virginia. Participó en las batallas de Beaver Dam Creek, Gaines Mill y Glendale, resultando herido en esta última.
Meade se recuperó de sus heridas justo a tiempo para reunirse con su unidad para ver la derrota del Ejército federal en la segunda batalla de Bull Run, mandando luego una División en las batallas de South Mountain y Antietam. En Antietam sucedió como comandante en jefe del I Cuerpo de Ejército al general Joseph Hooker, que había sido herido.
En la batalla de Fredericksburg, su división logró romper el ala derecha de las tropas confederadas, pero fue detenido para luego verse incluso obligado a retroceder cuando las tropas de refresco no llegaron a tiempo de apoyar su esfuerzo inicial. En la batalla de Chancellorsville, manejó bien a sus tropas, pero fue mantenido en la retaguardia por la indecisión de su superior Hooker.
Cuando el general Robert E. Lee lanzó su ofensiva contra Pensilvania a partir del 3 de junio de 1863, Meade fue el elegido para suceder a Joseph Hooker como comandante del Ejército el 28 de junio de 1863, justo tres días antes de la batalla de Gettysburg, después que el mayor general John Reynolds declinase ser nombrado él mismo. Meade pensó en un primer momento en establecer una línea defensiva tras Pipe Creek, pero aceptó la recomendación de Winfield Scott Hancock de que haría mejor si concentraba las tropas en Gettysburg. Haciendo frente a la sangrienta ofensiva de Lee en Gettysburg, distribuyó sus tropas entre los distintos lugares amenazados de las líneas federales, justo a tiempo para lograr detener cada uno de los asaltos del jefe del Ejército confederado. Tras tres días de desesperados, sangrientos y mortíferos combates, Meade logró la victoria en una de las batallas decisivas de la guerra, un éxito por el que recibió las felicitaciones del Congreso de los Estados Unidos. Fue acusado de dejar escapar al ejército sudista prácticamente indemne, debido a su religión católica. El P. Chíniquy pone en boca del presidente Lincoln: "Cuando le fue ordenado a Meade perseguirlos después de la batalla, un extranjero entró de prisa al cuartel. Ese extranjero era un jesuita disfrazado. ¡Después de 10 minutos de conversación con él, Meade arregló las tácticas de persecución al enemigo de tal forma que escapó ileso, perdiendo únicamente dos cañones!".
En 1864, en parte también por las críticas, George Gordon Meade se convirtió en el subordinado directo del Comandante en Jefe, el General Ulysses S. Grant, cuando tomó personalmente las riendas en ese frente después de su nombramiento en el mismo año, por lo que no pudo tomar desde entonces decisiones propias como en Gettysburg. Continuó como tal en la Guerra de Secesión hasta el final de esa guerra a pesar de continuar siendo formalmente el líder del Ejército del Potomac y como tal participar en otras batallas de la guerra en ese frente contra el General Lee como la de la Espesura, Spotsylvania, Cold Harbor y Petersburg, la cual, al final, obligó a Lee a retirarse de la capital de la Confederación Richmond y batirse en retirada.  
No estuvo presente, cuando Lee finalmente se rindió a Grant en Appomattox el 9 de abril de 1865, lo que marcó el fin de la guerra civil, ya que se encargó del ejército durante ese encuentro. Sin embargo, cuando Meade recibió más tarde la noticia, él expresó gran júbilo, cuando informó de ello a sus tropas, que lo celebraron instantáneamente.

### Posguerra y muerte
Después de la guerra Meade siguió recibiendo varios comandos militares en el ejército de la Unión y varios títulos honorarios, aunque no tuvo tanto protagonismo como otros generales de la contienda a causa de las acusaciones contra él durante la Guerra de la Secesión, que se mantuvieron incluso después de la guerra.
Finalmente el General George Gordon Meade falleció el 6 de noviembre de 1872 en la ciudad de Filadelfia a causa de la pulmonía. Murió mientras todavía estaba activo allí en el ejército y su funeral fue atendido por muchos personajes importantes de la Guerra Civil, incluido su superior y en ese momento Presidente Grant. 
Después de su muerte el Fuerte Meade en Maryland fue nombrado en su honor y hay también en su honor una estatua de él en el cementerio de Gettysburg y otra en Washington D. C. Adicionalmente hay dos condados de los Estados Unidos y un barco de guerra durante la Segunda Guerra Mundial, que han sido nombrados en su honor.

## Cultura popular
- En la miniserie Azules y Grises (1982) Rory Calhoun fue el actor que interpretó a Meade.
- En la película Gettysburg (1993) Richard Anderson interpretó al General Meade.

- En la miniserie "1883" de Paramount+(2021) Tom Hanks interpretó al General Meade.